# Movlid Khaybulaev
Movlid Khaybulaev (Daguestán16 de octubre de 1990) es un artista marcial mixto ruso que actualmente compite en la categoría de peso pluma de Professional Fighters League (PFL). Siendo profesional desde 2011, también ha competido en Fight Nights Global y ONE Championship. 

## Primeros años
Khaybulaev nació en la República de Daguestan. Khaybulaev entrenó con el ex-campeón de peso ligero de UFC Khabib Nurmagomedov. Khaybulaev ha declarado que Nurmagomedov, y su padre Abdulmanap Nurmagomedov, son la inspiración para él para competir en artes marciales mixtas.

## Carrera de artes marciales mixtas

### Carrera temprana
En 2017, Khaybulaev compitió en ONE Championship, enfrentando a Herbert Burns el 10 de febrero de 2017, en ONE: Throne of Tigers. Ganó la pelea por decisión unánime.

### Professional Fighters League

#### Temporada 2019
Khaybulaev debutó en la promoción en PFL 2 contra Damon Jackson. Ganó la pelea por KO en el primer asalto.
Khaybulaev enfrentó a Andre Harrison el 23 de mayo de 2019, en PFL 5. La pelea terminó en empate mayoritario.
En los playoffs de la temporada 2019 Playoffs en PFL 8, Khaybulaev perdió ante Daniel Pineda por KO en el primer asalto El resultado de la pelea fue luego anulado luego de que la comisión atlética de nevada suspendiera a Pineda y lo mulatara por $12.500 luego de encontrar elevados niveles de testosterona para su pelea con Khaybulaev.
Luego de que la temporada de 2020 de PFL fuera cancelada por el COVID, Khaybulaev compitió en UAE Warriors el 14 de noviembre de 2020, contra Zaka Fatullazade, sometiéndolo en el primer asalto.

#### Temporada 2021
En 2021, Khaybulaev compitió por segunda vez en la temporada de PFL. En PFL 1, venció a Lazar Stojadinovic para asegurar tres puntos en la temporada regular. El 25 de junio de 2021, en PFL 6, Khaybulaev venció al campeón de peso pluma de 2019 Lance Palmer para asegurar tres puntos más, asegurando su lugar en el bracket de peso pluma.
Khaybulaev enfrentó a Brendan Loughnane el 13 de agosto de 2021, en los Playoffs en PFL 9. Ganó la pelea por decisión unánime, asegurando su lugar en la final.
Khaybulaev enfrentó a Chris Wade el 27 de octubre de 2021, en PFL 10 por el título de peso pluma de PFL. Khaybulaev ganó la pelea por decisión unánime, ganando el título y el premio de un millón de dólares en el proceso.
En marzo de 2022, PFL anunció en Twitter que Khaybulaev estaba lesionado y no competiría en la temporada 2022.

#### Temporada 2023
Khaybulaev enfrentó a Ryoji Kudo el 1 de abril de 2023, en PFL 1. Ganó la pelea por decisión unánime, asegurando tres puntos en la temporada regular.
Khaybulaev estaba programado para enfrentar a Daniel Torres el 8 de junio de 2023, en PFL 4. Luego de que Torres fallara una prueba de dopaje y se retirara de la temporada, Tyler Diamond entraría como reemplazo. Khaybulaev ganó la pelea por sumisión en el segundo asalto.

## Campeonatos y logros

### Artes marciales mixtas
- Professional Fighters League
  - Campeonato de Peso Pluma de PFL de 2021

## Récord en artes marciales mixtas
| Récord profesional | Récord profesional | Récord profesional |
| 23 peleas          | 21 victorias       | 0 derrotas         |
| ------------------ | ------------------ | ------------------ |
| Nocaut             | 6                  | 0                  |
| Sumisión           | 3                  | 0                  |
| Decisión           | 11                 | 0                  |
| Empate             | 1                  | 1                  |
| Sin resultado      | 1                  | 1                  |

| Resultado     | Récord     | Oponente             | Método                           | Evento                           | Fecha                    | Ronda | Tiempo | Localización                | Notas |
| ------------- | ---------- | -------------------- | -------------------------------- | -------------------------------- | ------------------------ | ----- | ------ | --------------------------- | --- |
| Victoria      | 21–0–1 (1) | Tyler Diamond        | Sumisión (arm-triangle choke)    | PFL 4                            | 8 de junio de 2023       | 2     | 4:23   | Atlanta, Georgia            | |
| Victoria      | 20–0–1 (1) | Ryoji Kudo           | Decisión (unánime)               | PFL 1                            | 1 de abril de 2023       | 3     | 5:00   | Las Vegas, Nevada           | |
| Victoria      | 19–0–1 (1) | Chris Wade           | Decisión (unánime)               | PFL 10                           | 27 de octubre de 2021    | 5     | 5:00   | Hollywood, Florida          | Ganó el Torneo de Peso Pluma de PFL de 2021. |
| Victoria      | 18–0–1 (1) | Brendan Loughnane    | Decisión (dividida)              | PFL 9                            | 27 de agosto de 2021     | 3     | 5:00   | Hollywood, Florida          | Semifinal del Torneo de Peso Pluma de PFL de 2021. |
| Victoria      | 17–0–1 (1) | Lance Palmer         | Decisión (unánime)               | PFL 6                            | 25 de junio de 2021      | 3     | 5:00   | Atlantic City, Nueva Jersey | |
| Victoria      | 16–0–1 (1) | Lazar Stojadinovic   | Decisión (unánime)               | PFL 1                            | 23 de abril de 2021      | 3     | 5:00   | Atlantic City, Nueva Jersey | |
| Victoria      | 15–0–1 (1) | Zaka Fatullazade     | Sumisión (guillotine choke)      | UAE Warriors 14                  | 27 de noviembre de 2020  | 1     | 1:06   | Abu Dabi                    | |
| Sin Resultado | 14–0–1 (1) | Daniel Pineda        | Sin Resultado (anulado por NSAC) | PFL 8                            | 17 de octubre de 2019    | 1     | 0:29   | Las Vegas, Nevada           | Cuartos de final de peso pluma de PFL de 2019. Originalmente una victoria por TKO (golpes) para Pineda; anulado luego de que diera positivo por sustancias prohibidas. |
| Empate        | 14–0–1 (1) | Andre Harrison       | Empate (mayoritario)             | PFL 5                            | 25 de julio de 2019      | 3     | 5:00   | Atlantic City, Nueva Jersey | |
| Victoria      | 14–0       | Damon Jackson        | KO (rodillazo volador)           | PFL 2                            | 23 de mayo de 2019       | 1     | 0:10   | Uniondale, Nueva York       | |
| Victoria      | 13–0       | Ilya Kurzanov        | Decisión (unánime)               | Fight Nights Global 77           | 17 de octubre de 2017    | 3     | 5:00   | Surgut                      | |
| Victoria      | 12–0       | Herbert Burns        | Decisión (unánime)               | ONE: Throne of Tigers            | 10 de febrero de 2017    | 3     | 5:00   | Kuala Lumpur                | |
| Victoria      | 11–0       | Paata Robakidze      | Sumisión (guillotine choke)      | Fight Nights Global 53: Day 2    | 8 de octubre de 2016     | 1     | 1:13   | Moscú                       | |
| Victoria      | 10–0       | Vugar Bakhshiev      | TKO (codazos)                    | Fight Nights Global 48           | 26 de mayo de 2016       | 3     | 3:47   | Moscú                       | |
| Victoria      | 9–0        | Alexander Panasyuk   | TKO (golpes)                     | Formula Fight Championship 5     | 22 de abril de 2016      | 1     | 2:12   | Moscú                       | |
| Victoria      | 8–0        | Ruslan Yamanbaev     | Decisión (unánime)               | Fight Nights Global 44           | 26 de febrero de 2016    | 3     | 5:00   | Moscú                       | |
| Victoria      | 7–0        | Vladimir Egoyan      | TKO (rodillazo volador)          | Fight Nights Global 41           | 25 de septiembre de 2015 | 1     | 2:04   | Majachkalá                  | |
| Victoria      | 6–0        | Alexander Panasyuk   | KO (golpes)                      | Astrakhan MMA Federation         | 8 de mayo de 2015        | 1     | 1:36   | Astracán                    | |
| Victoria      | 5–0        | Dmitriy Korobeynikov | TKO (golpes)                     | Fight Nights Global 33           | 21 de marzo de 2015      | 2     | 4:13   | Moscú                       | |
| Victoria      | 4–0        | Ilya Kurzanov        | Decisión (dividida)              | Fight Nights Global 27           | 25 de septiembre de 2014 | 2     | 5:00   | Moscú                       | |
| Victoria      | 3–0        | Abdul-Rakhman Dudaev | Decisión (unánime)               | Fight Nights Global 26           | 11 de julio de 2014      | 2     | 5:00   | Moscú                       | |
| Victoria      | 2–0        | Akhal Aliev          | Decisión (unánime)               | Dictator Fighting Championship 1 | 28 de junio de 2012      | 2     | 5:00   | Moscú                       | |
| Victoria      | 1–0        | Rustam Akhmarov      | Decisión (unánime)               | ProFC 36                         | 11 de octubre de 2011    | 2     | 5:00   | Jasaviurt                   | |